# سورپلکس
سورپلکس (انگلیسی: Surplex) شرکت ماشین‌آلات آلمانی است، که در سال ۱۹۹۹ تأسیس شد.